# José Valmor César Teixeira

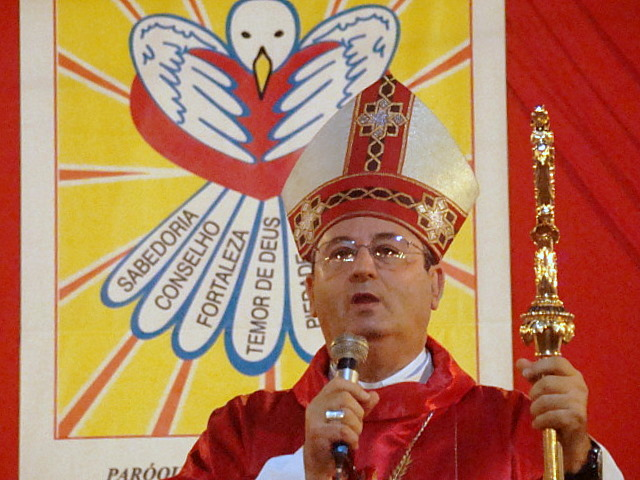
Bischof Teixeira bei einer Firmung in der Pfarrei von Lapa

José Valmor César Teixeira SDB (* 1. März 1953 in Rio do Sul) ist ein brasilianischer Ordensgeistlicher und römisch-katholischer Bischof von São José dos Campos.

## Leben
José Valmor César Teixeira ging im salesianischen Kolleg Don Bosco seiner Heimatstadt zur Schule. Nachdem er am 31. Januar 1971 in der Ordensgemeinschaft der Salesianer Don Boscos seine erste Profess abgelegt und seine wissenschaftlichen, literarischen, philosophisch-theologischen und pädagogischen Studien in Lorena und an der Päpstlichen Katholischen Universität von Paraná (PUC-PR) abgeschlossen hatte, empfing er am 9. Dezember 1979 die Priesterweihe durch Tito Buss, Bischof von Rio do Sul. Er spezialisierte sich schließlich in Erziehungswissenschaften an der Päpstlichen Universität von Rio Grande do Sul (PUCRS) und in Kirchengeschichte an der Päpstlichen Universität Gregoriana in Rom. 

Wappen von José Valmor César Teixeira.

Am 28. Januar 2009 wurde er durch Papst Benedikt XVI. zum Bischof von Bom Jesus da Lapa, Bahia, ernannt. Die Bischofsweihe spendete ihm der Erzbischof von Florianópolis, Murilo Sebastião Ramos Krieger SCJ, am 29. März desselben Jahres; Mitkonsekratoren waren Pedro Antônio Marchetti Fedalto, Erzbischof von Curitiba, und José Jovêncio Balestieri SDB, Bischof von Rio do Sul. Die Amtseinführung fand am 18. April 2009 statt. 
Papst Franziskus ernannte ihn am 20. März 2014 zum Bischof von São José dos Campos. Die Amtseinführung fand am 17. Mai desselben Jahres statt.